# Cecropia saxatilis
Cecropia saxatilis är en nässelväxtart som beskrevs av Snethlage. Cecropia saxatilis ingår i släktet Cecropia och familjen nässelväxter. Inga underarter finns listade i Catalogue of Life.